# Сарабикулово
Сарабику́лово (тат. Сарабиккол) — село в Лениногорском районе Республики Татарстан, административный центр и единственный населённый пункт Сарабикуловского сельского поселения.

## Этимология названия
Топоним произошёл от антропонима «Сарабиккол».

## География
Деревня находится на реке Шешма, в 55 км к западу от районного центра, города Лениногорска.
Через село проходит автомобильная дорога регионального значения 16К-1093 «Лениногорск — Черемшан».

## История
Окрестности села были обитаемы в период раннего средневековья, о чём свидетельствуют археологические памятники — Сарабикуловские местонахождения I и II (именьковская и булгарская культуры).
Село упоминается в первоисточниках с 1746 года.
В сословном отношении, вплоть до 1860-х годов жителей села причисляли к государственным крестьянам и тептярям. Их основными занятиями в то время были земледелие, скотоводство, кустарные промыслы.
В «Списке населенных мест по сведениям 1859 года», изданном в 1864 году, населённый пункт упомянут как казённая и башкирская деревня Сарабикулова 1-го стана Бугульминского уезда Самарской губернии. Располагалась при реке Шешме, в 60 верстах от уездного города Бугульмы и в 40 верстах от становой квартиры в казённой и башкирской деревне Альметева (Альметь-муллина). В деревне в 244 дворах жили 1156 человек (574 мужчины и 582 женщины). Была мечеть.
По сведениям из первоисточников, в 1883 году в селе действовала мечеть, в начале XX столетия — 2 мечети, 2 мектеба.
С 1930 года в селе работали коллективные сельскохозяйственные предприятия, с 2007 года — сельскохозяйственные предприятия в форме ООО.
Административно, до 1920 года село относилось к Бугульминскому уезду Самарской губернии, с 1920 года — к Бугульминскому кантону, с 1930 года — к Шугуровскому, с 1969 года — к Лениногорскому районам Татарстана.

## Население
Численность населения села составляла 56 душ мужского пола в 1746 году и 2580 человек в 1910 и 1920 годах.
| 2012 | 2013 | 2014 | 2015 | 2016 | 2017 |
| ---- | ---- | ---- | ---- | ---- | ---- |
| 674  | ↘664 | ↗666 | ↘652 | ↘638 | ↘620 |

Национальный состав
По данным переписей населения, в селе проживают татары.

## Экономика
Полеводство, мясо-молочное скотоводство.

## Социальные объекты
Неполная средняя школа, детский сад, дом культуры, библиотека, фельдшерско-акушерский пункт.

## Религиозные объекты
Мечеть (с 1998 года).

## Известные уроженцы
- Р. З. Алтынбаев (р. 1948) — политический и государственный деятель, глава администрации города Набережные Челны (в 1990—1999 годах), член Совета Федерации Федерального Собрания РФ (в 2000—2012 годах).
- Г. А. Багаутдинов (1923—1945) — сержант, Герой Советского Союза, в родном селе установлен обелиск.
- Г. Г. Каюмов (1926—2009) — механизатор, слесарь-инструментальщик, Герой Социалистического Труда.